# Paul Thalmann
Paul Thalmann (ur. 30 września 1901 w Bazylei, zm. 16 marca 1980 k. Nicei) – szwajcarski pisarz, redaktor, komunista i anarchista.
W młodości należał do młodzieżówki socjalistycznej, a po I wojnie światowej do szwajcarskiej partii komunistycznej. Często bywał w ZSRR. Wraz z żoną, Clarą Thalmann, angażował się przeciwko reżimowi Francisco Franco. Walczył w hiszpańskiej wojnie domowej po stronie republiki. Świadomy oblicza stalinizmu, przeszedł do opozycji w ruchu komunistycznym. Został aresztowany, a w 1940 roku wyjechał do Paryża, gdzie uczestniczył w ruchu oporu. Po wojnie założył komunę anarchistyczną k. Nicei. Publikował pod pseudonimem "Franz Heller".
Spuścizna Paula i Clary Thalmann znajduje się w zbiorach International Institute of Social History (IISH).